# Semsales
Semsales is een gemeente en plaats in het Zwitserse kanton Fribourg, en maakt deel uit van het district Veveyse.
Semsales telt 1053 inwoners.